# Берлеж (Пуховичский район)
Берлеж (бел. Бе́рлеж) — деревня в Пуховичском районе Минской области Республики Беларусь. В составе Блужского сельсовета.

## География
Расположена в 16 км на юго-востоке от Марьиной Горки, 70 км от Минска, 12 км от железнодорожной станции Талька.

### Гидрография
На реке Синявка.

## История
В конце XVIII века деревня в Игуменском уезде Минской губернии, собственность церкви. В 1800 году есть трактир, мельница, шляхетская собственность. В середине XIX века собственность В. Завадской. В конце XIX века в Пуховичской волости Игуменского уезда Минской губернии.
С конца февраля 1918 года территория оккупирована войсками Германской империи. 25 марта 1918 года согласно Третьей Уставной грамоте провозглашалась частью Белорусской Народной Республики. В декабре 1918 года занята Красной Армией, с 1 января 1919 года в соответствии с постановлением I съезда КП(б) Беларуси она вошла в состав Советской Белоруссии, с 27 февраля 1919 года — в ЛитБел ССР. Во время польско-советской войны в августе 1919 — июле 1920 годов под оккупацией Польши (Минский округ ГУУЗ).
С 31 июля 1920 года в Белорусской ССР. В 1920 году открыта школа I степени, в которой в 1922 году училось 38 детей. В начале 1930-х годов проведена принудительная коллективизация, создан колхоз «3-й решающий», была кузница.
Во Вторую мировую войну с конца июня 1941 года до начала июля 1944 года территория деревни под оккупацией Германии.
В 1972 году к деревне присоединена упраздненная деревня Прибач.

## Население

### Численность
- 2012 год — 26 хозяйств, 42 жителей

### Динамика
- 1800 год — 28 дворов, 200 жителей
- 1897 год — 63 двора, 417 жителей
- 1908 год / 1909 год — 73 двора, 435 жителей[2]
- 1917 год — 90 дворов, 458 жителей
- 2002 год — 40 дворов, 79 жителей
- 2009 год — 55 жителей (перепись населения)[2]
- 2012 год — 26 хозяйств, 42 жителей

## Улицы
- Приозёрная улица
- Приозёрный переулок
- Прибач улица
- Речная улица

## Известные лица
- Гайдученок Любовь Георгиевна (1921—1943) — участница Комсомольского подполья. В 1972 году в память Л. Гайдученок в Марьиной Горке установлен памятник —  стела с барельефом.